# Tinnsjön (Virserums socken, Småland)
Tinnsjön är en sjö i Hultsfreds kommun i Småland och ingår i Emåns huvudavrinningsområde. Sjön har en area på 0,0778 kvadratkilometer och ligger 158,5 meter över havet. Sjön avvattnas av vattendraget Lillån.

## Delavrinningsområde
Tinnsjön ingår i det delavrinningsområde (635053-149199) som SMHI kallar för Utloppet av Äsen. Medelhöjden är 169 meter över havet och ytan är 11,56 kvadratkilometer. Det finns ett avrinningsområde uppströms, och räknas det in blir den ackumulerade arean 28,44 kvadratkilometer. Lillån som avvattnar avrinningsområdet har biflödesordning 3, vilket innebär att vattnet flödar genom totalt 3 vattendrag innan det når havet efter 124 kilometer. Avrinningsområdet består mestadels av skog (69 %). Avrinningsområdet har 1,31 kvadratkilometer vattenytor vilket ger det en sjöprocent på 11,3 %.